# Kent Football League (1894-1959)
La Kent League era un campionato calcistico esistito tra il 1894 e il 1959, ed era basato sulla contea inglese del Kent. Una lega, la Southern Counties East Football League, usava in passato il nome di Kent League, tuttavia né il campionato né la lega attuale hanno un collegamento.

## Albo d'oro
Di seguito sono riportati i vincitori della massima divisione:
- 1894-1895:  Chatham
- 1895-1896:  Northfleet Utd
- 1896-1897:  Arsenal (riserve)
- 1897-1898: Swanscombe
- 1898-1899:  Maidstone Utd
- 1899-1900:  Maidstone Utd
- 1900-1901:  Maidstone Utd
- 1901-1902:  Cray Wanderers
- 1902-1903:  Sittingbourne
- 1903-1904:  Chatham
- 1904-1905:  Chatham
- 1905-1906:  Sheppey Utd
- 1906-1907:  Sheppey Utd
- 1907-1908:  Northfleet Utd
- 1908-1909:  Northfleet Utd
- 1909-1910:  Northfleet Utd
- 1910-1911:  Millwall (riserve)
- 1911-1912:  Millwall (riserve)
- 1912-1913:  Millwall (riserve)
- 1913-1914:  Crystal Palace (riserve)
- Dal 1914 al 1919: Campionato non disputato
- 1919-1920:  Northfleet Utd
- 1920-1921:  Charlton (riserve)
- 1921-1922:  Maidstone Utd
- 1922-1923:  Maidstone Utd
- 1923-1924:  Charlton
- 1924-1925:  Chatham
- 1925-1926:  Northfleet Utd
- 1926-1927:  Chatham
- 1927-1928:  Sheppey Utd
- 1928-1929:  Bexleyheath & Welling
- 1929-1930:  Gillingham (riserve)
- 1930-1931:  Tunbridge Wells
- 1931-1932:  Northfleet Utd
- 1932-1933:  Margate
- 1933-1934: London Paper Mills
- 1934-1935:  Northfleet Utd
- 1935-1936:  Northfleet Utd
- 1936-1937:  Northfleet Utd
- 1937-1938:  Margate
- 1938-1939:  Northfleet Utd
- Dal 1939 al 1945: Campionato non disputato
- 1944-1945:  Gillingham[3] (potrebbe essere stato un
torneo non ufficiale)
- 1945-1946:  Gillingham
- 1946-1947:  Margate
- 1947-1948:  Margate
- 1948-1949:  Ashford Town
- 1949-1950:  Ramsgate
- 1950-1951: Folkestone Town
- 1951-1952:  Deal Town
- 1952-1953: Folkestone Town
- 1953-1954:  Deal Town
- 1954-1955: Snowdown Colliery Welfare
- 1955-1956:  Ramsgate
- 1956-1957:  Ramsgate
- 1957-1958:  Sittingbourne
- 1958-1959:  Sittingbourne